# Анна Храплива
А́нна Храпли́ва-Смі́т (англ. Anne Chraplywa-Smith; 1920—2005) — учасниця Другої світової війни, активістка Союзу Українських Канадійських Вояків. Була однією з перших українок, які пішли добровольцями до Канадського жіночого армійського корпусу. Служила у Великій Британії — з листопада 1942 року, та в Британській зоні окупації Німеччини. Відзначена Медаллю Британської Імперії, отримала звання підхорунжого.

## Життєпис

### Початок життя
Анна Храплива народилася в 1920 році у Канаді в містечку Ледівуд провінції Манітоба. Проживала в місті Вінніпег.
Вона закінчила Університет Манітоби за спеціальністю домашня економіка, а після вивчення бухгалтерської справи працювала бухгалтером у Вінніпезі. Трохи згодом це визначило її роль в українських організаціях на Британських островах.

### Друга Світова Війна
У вересні 1941 року Анна однією з перших українок діаспори зголосилася на службу до Канадського жіночого армійського корпусу (англ. Canadian Women's Army Corps — CWAC).
У листопаді 1942 року Анна Храплива разом із першим контингентом Корпусу прибула для проходження служби до Великої Британії. У цей час англійські міста страждали від німецьких бомбардувань. Імперія накопичувала сили для відкриття Другого фронту. На острові в цей час була значна кількість українців та українок: емігранти довоєнних часів та біженці з розгромленої угорцями Карпатської України, українці польських, канадських та американських збройних сил. Група ентузіастів на чолі з капітаном військово-повітряних сил Канади Богданом Панчуком вирішила цим скористатися та заснувала 7 січня 1943 року Союз українських канадських вояків. Союз отримав будинок у Лондоні і розпочав культурне просвітництво українців. Анна Храплива вела всі фінансові справи клубу і займалася закупівлями. Спільнота надихала вояків та сприяла розвитку національних та загальнодемократичних цінностей. Її успіхи було помічено британською пресою. Так 21 серпня 1943 року Анна Храплива була гостею популярної програми Бі-Бі-Сі "Kitchen Front" ("кухонний фронт") з темою "Канадські пончики".
За віддану службу в Корпусі у червні 1944 року капрала Храпливу відзначили Медаллю Британської імперії. Вона стала чи не першою українкою, яка заслужила цю високу нагороду.
Вручення медалі відбувалося в Букінгемському палаці, куди Анна прибула у супроводі православного капелана для вояків-українців канадської армії капітана Семена Савчука. У серпні того ж року Храпливу підвищили до рангу лейтенанта.
У липні 1945-го, вже після розгрому Німеччини, Анну відрядили на континент для підготовки прибуття частин Корпусу в британську окупаційну зону. Храплива служила в Німеччині до початку 1946 року. У серпні 1946 «CWAC» було розформовано.

### Після Війни.Союз Українських Канадійських Вояків
Ще перебуваючи в Німеччині, представники СУКВ стали свідками драми: у відриві від власних домівок перебувало близько 2 мільйонів українців: остарбайтерів, в'язнів нацистських концтаборів, біженців та вояків у німецькій уніформі. Після завершення масової, часто примусової, репатріації в Радянський Союз у Західній Європі залишилося ще 220—250 тис. українців, які категорично не бажали повернутися до СРСР чи в інші країни Східної Європи, підконтрольні Червоній армії.
Цивільні перебували у таборах переміщених осіб (Ді-Пі/англ. DP — Displaced persons). Військові, передусім колишні вояки дивізії СС «Галичина», — у таборах військовополонених. Крім безлічі проблем соціального характеру, над цими людьми також нависла загроза їх насильницької видачі Радянському Союзу. Отже активісти СУКВ обрали для себе нову місію — допомагати переміщеним особам і полоненим.
Після демобілізації в Канаді, Анна повернулася до Європи у складі групи активістів під егідою КУК. Вона вчергове потрапляє до Лондона і 9 лютого 1946 року її включають до проводу Центрального українського допомогового бюро (ЦУДБ) — знову як скарбника організації.
Бюро, засноване провідними діячами СУКВ, працювало вже з вересня 1945 року. Оскільки діячі Бюро в більшості належали до канадських Збройних сил або американських Збройних сил, вони мали відносно вільний доступ до таборів Ді-Пі. ЦУДБ надавало біженцям зібрану серед діаспори матеріальну допомогу, захищало їх від примусової репатріації до СРСР, виступало за надання українцям дозволу на переїзд до інших країн Заходу на постійне місце проживання.
У жовтні 1946 року Храплива у складі Канадської допомогової місії для українців-біженців прибула до Франкфурта-на-Майні. Вона координувала роботу ЦУДБ в американській та французькій окупаційних зонах.
Після плідної праці на континенті 11 вересня 1947 року вона ненадовго повернулася до Канади. Протягом 1948 року формат ЦУДБ себе вичерпав. Репутація Бюро постраждала від внутрішньої боротьби в ньому бандерівців і мельниківців; як наслідок організації хронічно не вистачало коштів для  діяльності.
11 грудня Храплива, як голова ліквідаційної комісії (куди входили також нащадок гетьмана Данило Скоропадського Богдан Панчук), офіційно закрила ЦУДБ. Але волонтерська діяльність Анни на цьому не припинилася. Ще в грудні 1947 року вона зголосилась працювати в представництві Українського канадського допомогового фонду (УКДФ) в Європі. У той самий день, коли ліквідаційна комісія розпустила ЦУДБ, Храплива перебрала на себе роль директора УКДФ.
У квітні 1949 року формальним директором європейського представництва Фонду став Євстахій Василишин, ветеран Першої світової війни і УСС, діяч ОУН(м), і Анна продовжила активну роботу під його керівництвом.
У британській зоні окупації Німеччини представництво діяло спочатку в місті Лемго, а пізніше у Білефельді. У вересні 1950 року Василишин повернувся до Канади, і Храплива знову стала керувати представництвом самостійно.
Вона залишила Німеччину 21 грудня 1951 року. Деякий час Анна працювала в канадському дипломатичному представництві у Великій Британії (Канадський дім).
Одружившись з Джорджем Смітом, вона взяла собі прізвище чоловіка. Після повернення в Канаду Анна Сміт була активним членом Королівського канадського легіону (товариства канадських військовослужбовців та ветеранів). Багато років вона працювала на громадських засадах в Музеї людини і природи Манітоби (Вінніпег). Вона була однією з осіб, зображених у документальному фільмі «Історія канадської війни», який описував участь українців Канади у військових діях.
У 1995 році помер її чоловік Джон Сміт.
Анна Храплива Сміт померла 18 лютого 2005 року у Вінніпезі.